# Société française d'eugénique
La Société française d'eugénique est la branche française d'eugénisme fondée en janvier 1913, à la suite du premier congrès international d'eugénique (Londres, 1912), dédié à Francis Galton. 
Elle se distingue des autres branches internationales par sa composition à prédominance médicale, la diversité de ses tendances et opinions, de l'eugénisme modéré ou positif pour la population dans son ensemble, à l'eugénisme extrême ou négatif contre les « inadaptés et indésirables ».  
Elle échoue à devenir une organisation de masse, mais elle influence durablement la société française par ses débats, idées et propositions : la population française doit-elle se régénérer par la quantité et/ou la qualité ? Alors que dans les pays anglo-saxons, l'eugénisme est d'abord sélectif, basé  sur la qualité héréditaire. 
Elle fusionne en 1926 avec l'Institut International d'Anthropologie et la Revue anthropologique. Elle disparaît en 1941, avec la suppression de l'École d'anthropologie de Paris par les autorités d'Occupation. 

## Contexte

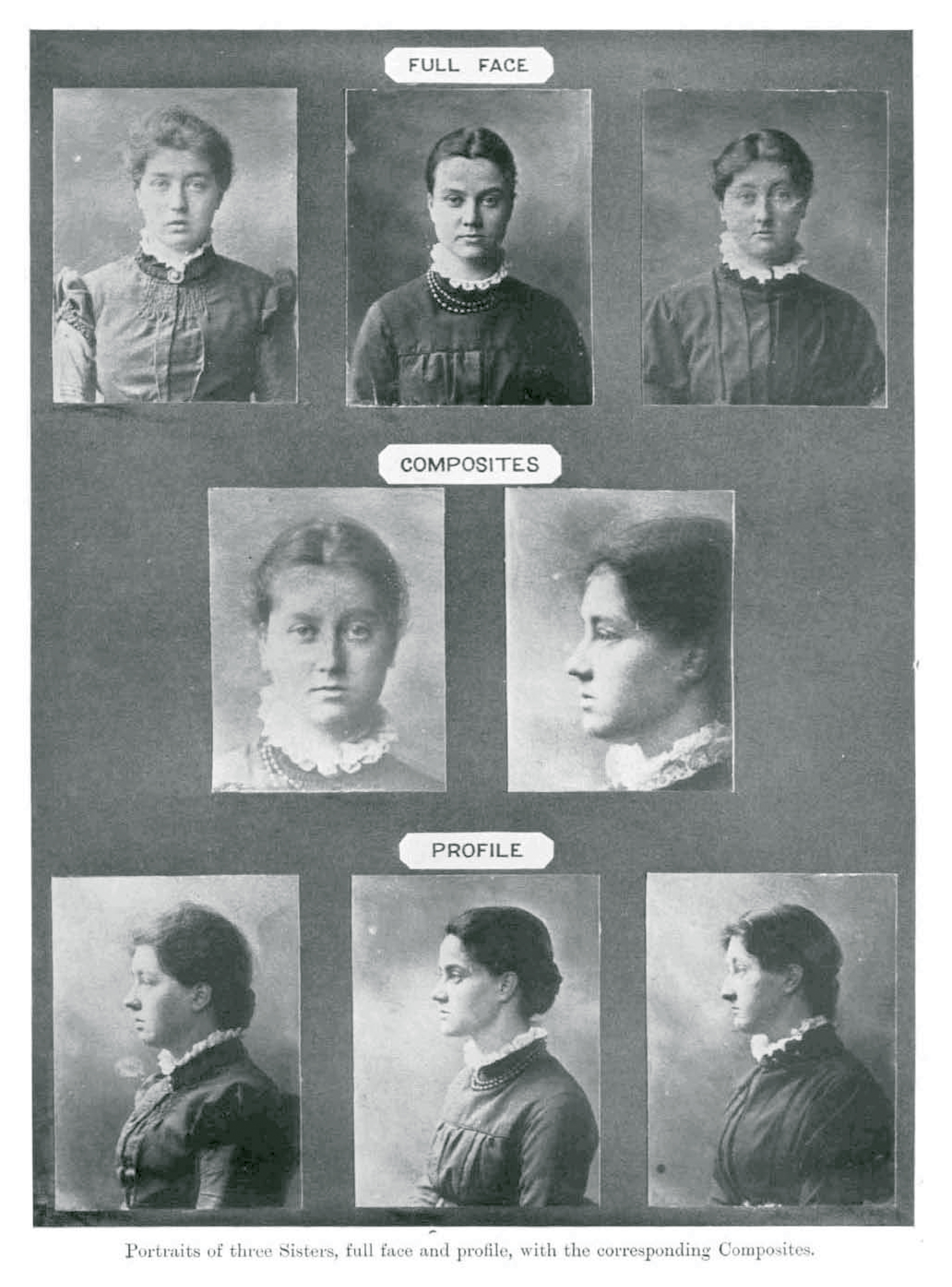
Photographies de trois sœurs par Francis Galton. Au centre photomontage (composites), face et profil, des trois sœurs en une seule.

En 1883, Francis Galton propose une nouvelle science, appelée eugénique. Son objet est l'amélioration de l'espèce humaine par le contrôle social des mariages, à la lumière des théories de l'hérédité et de l'évolution (sélection naturelle) de son époque. Galton est le cousin de Charles Darwin, auteur de L'Origine des espèces (1859) qui expose la théorie moderne de l'évolution. 
Il faudra cependant une vingtaine d'années pour que cette eugénique se formalise en sociétés savantes, qui n'apparaissent qu'au tout début du XXe siècle : d'abord en Allemagne (1905), en Angleterre (1907), aux États-Unis (1910), et en France en 1913.
Ce décalage peut s'expliquer, selon William H. Schneider, par plusieurs facteurs :
- Le besoin d'une meilleure compréhension des mécanismes de l'hérédité, ce qui correspondrait à la reconnaissance des travaux de Mendel en 1900.
- Mais cela n'est pas une condition nécessaire ou pré-requise, puisque la société française d'eugénique est fondée en 1913, alors que l'œuvre de Mendel ne sera admise en France que dans les années 1930.
- En France, le délai de création serait plutôt liée à des raisons « mondaines » ou interpersonnelles, à la difficulté de faire travailler ensemble des personnalités différentes, issus de divers domaines annexés par l'eugénique.

## Le premier congrès international d'eugénique (1912)

### Délégation française
L'évènement déclencheur de la création de la société française d'eugénique vient d'en dehors du pays : c'est la tenue du premier congrès international d'eugénique, à Londres en 1912, sous la présidence de Leonard Darwin (fils de Charles Darwin). Les Français intéressés par ce congrès constituent un comité consultatif pour représenter la délégation de leur pays.
Cette délégation réunit 45 personnes, ce qui en fait, et de loin, la délégation la plus nombreuse des pays représentés, en dehors des représentants britanniques. Par exemple, les délégations de pays comme l'Allemagne, les États-Unis, ou l'Italie, qui ont déjà une société savante d'eugénique, ne comptent que dix ou douze personnes.
La liste de la délégation française est la suivante :
- Présidents honoraires : Charles Bouchard, Henry Chéron, Yves Delage, Paul Doumer, Alfred de Foville, Louis Landouzy, Paul Strauss.

- Président : Edmond Perrier.

- Vice-présidents : Jules Déjérine, Charles Gide, Valentin Magnan, Léonce Manouvrier, Lucien March, Pierre Marie, Adolphe Pinard, Gaston Variot.

- Secrétaire : Michel Huber, statisticien[4].

- Membres : Félix Balzer, Académie de médecine[5], Jacques Bertillon, Émile Borel, Paul Bureau, Arthur Chervin, anthropologue (fils de Claudius Chervin)[6], Albert Dastre, Amédée Doleris, Fernand Faure, Gilbert Ballet, Eugène Gley, François Hallopeau, Félix Henneguy, Frédéric Houssay, Pierre Janet, Alexandre Lacassagne, Adolphe Landry, Paul Maurice Legrain, André Liesse, économiste[7], Joseph Maxwell, médecin légiste[8], Albert Métin, Georges Papillaut, anthropologue[9], Rémy Perrier, Jean Peyrot, Charles Porak, médecin accoucheur[10], Joseph Reinach, Jacques Roubinovitch, psychiatre[11], Albert Viger, René Worms.

Ces 45 membres (ou seulement la moitié selon Schneider) constitueront le « noyau fondateur » de la Société française d'eugénique,.

### Participation
La participation française à ce congrès de Londres est très active, avec une douzaine de communications orales et écrites. Toutes ces communications traitent de sujets médicaux, à l'exception de celle de Lucien March qui porte sur le mariage (statut social et fécondité). Parmi les sujets médicaux abordés, se trouvent notamment : les malformations à la naissance (Frédéric Houssay), l'hérédité de la syphilis (François Hallopeau), l'hérédité de l'alcoolisme (Valentin Magnan), et la puériculture « pré-conceptionnelle » (Adolphe Pinard).
Dans ce congrès, les Français se montrent attachés au Lamarckisme, en défendant l'idée de la transmission héréditaire des caractères acquis sous l'influence de l'environnement, qu'ils veulent associer à la sélection naturelle de Darwin (néolamarckisme). Améliorer les conditions environnementales des générations actuelles, c'est améliorer les générations futures et diriger l'évolution humaine, une idée séduisante pour les médecins. Quelques congressistes étrangers les soutiennent, comme l'anglais Caleb Saleeby (en)(1878-1940). 
Toutefois les Français expriment des avis divers lorsque le congrès aborde des questions telles que le contrôle social des mariages ou les politiques éventuelles de stérilisation des « indésirables ». Par exemple Georges Papillaut met en avant le risque de telles mesures étatiques pour la liberté et la responsabilité individuelle, le remède étant alors pire que le mal ; alors que Frédéric Houssay considère que la stérilisation n'est qu'un aspect particulier de droit pénal, la société ayant le droit légitime de punir pour se protéger contre ce qui la menace.

## Création
De retour en France, des participants à ce Congrès sont convaincus de la nécessité d’organiser leurs forces. À l’initiative du statisticien Lucien March, près de moitié des congressistes de Londres appellent à la création d'une organisation française « pour l'étude des questions relatives à l'amélioration des générations futures ».

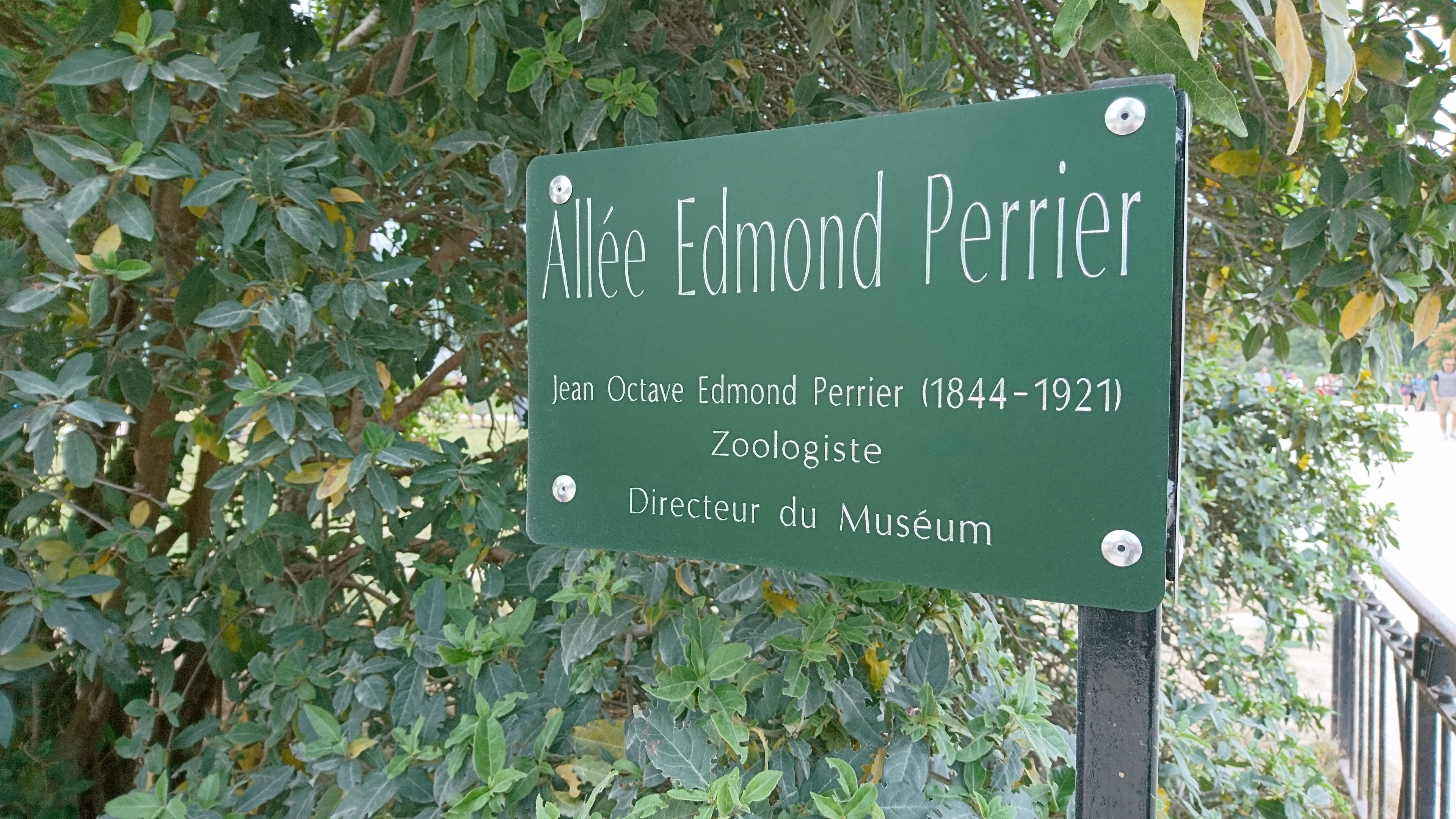
Plaque de l'allée Edmond Perrier (premier président de la SFE) du Jardin des plantes de Paris.

Une première réunion se tient le 12 décembre 1912 à la Faculté de médecine de Paris. Elle est placée sous le patronage de Léon Bourgeois et sous la présidence de fait d'Edmond Perrier. Parmi les 104 personnes de l'assistance, on compte 64,5 % de médecins. Après les interventions du sénateur Paul Doumer, du créateur de la puériculture Adolphe Pinard, et du médecin Louis Landouzy, les statuts de la future association sont présentés par le pédiatre  Eugène Apert. Les discussions et le vote sur les statuts sont reportés à une nouvelle réunion pour le mois suivant.
La création officielle de la Société française d’eugénique intervient le 29 janvier 1913. La première direction élue est composée d'un président (Perrier), de trois vice-présidents (Pinard, Landouzy et Houssay), d'un secrétaire général (Apert), et d'un trésorier (March). 
Dans les débats sur la dénomination exacte de la Société, March l'emporte sur Pinard (partisan du terme « puériculture ») pour l'adoption du terme « eugénique » considéré comme un fait accompli au niveau international.
À sa fondation, la Société se fixe quatre objectifs :
1. L'acquisition et l'application des connaissances utiles à la reproduction, préservation et amélioration de l'espèce humaine, particulièrement celles portant sur les questions de l'hérédité, de la sélection naturelle, de l'influence du milieu (économique, législatif, coutumier...) sur la valeur des générations successives et sur leurs aptitudes physiques, intellectuelles et morales.
2. Une recherche active par la publication d'une revue, des journées d'études régulières, des établissements de recherche à l'instar du Laboratoire d'eugénique de Karl Pearson en Angleterre ou celui de Charles Davenport aux États-Unis.
3. Une organisation éventuelle de la Société au niveau local.
4. La diffusion des idées favorables à l'amélioration des générations futures.

## Composition

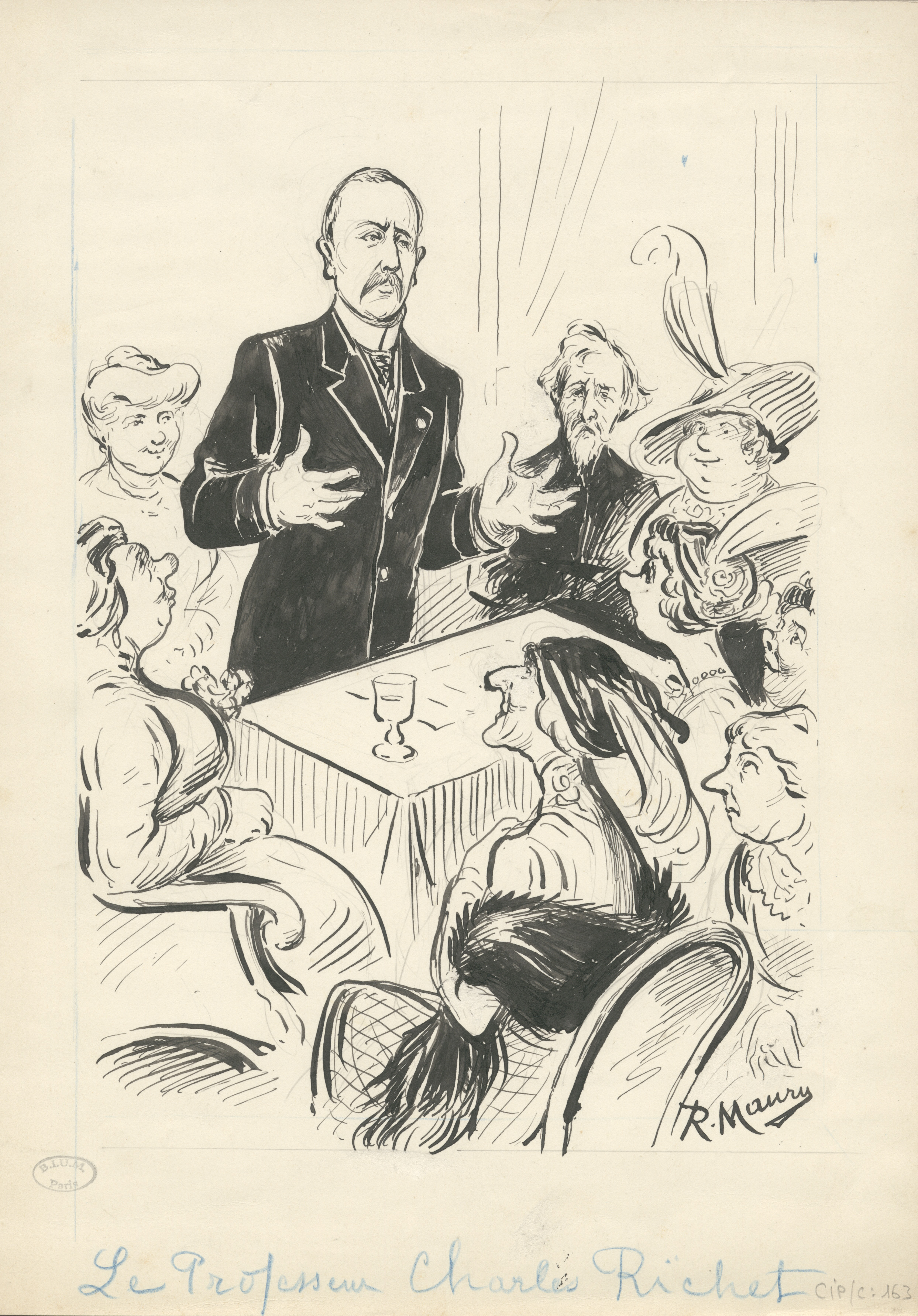
Charles Richet, par Rose Maury (date inconnue).

La société française d'eugénique compte environ 60 % de médecins (51,9 % selon Schneider, en distinguant les anthropologues des médecins) et parmi les membres fondateurs, le puériculteur Adolphe Pinard et le prix Nobel de médecine Charles Richet.
Cette proportion de médecins est la plus forte au niveau international (par exemple 22,5 % en Angleterre, 19,6 % aux États-Unis, 33,4 % en Allemagne), à l'exception du Japon (70,7 %).  Dans les sociétés anglaise et américaine, les eugénistes sont majoritairement des scientifiques universitaires (biologistes, psychologues, sociologues...).
Cette prépondérance médicale française est d'autant plus forte que les autres catégories professionnelles se répartissent à faibles parts égales (de 4 à 8 %) : hommes politiques, hommes d'affaires, juristes, universitaires non médicaux, fonctionnaires publics ou d'agences privées.
La société française ne compte pratiquement aucune femme, ce qui était habituel pour les sociétés savantes de cette époque, à l'exception de la Société allemande d'hygiène raciale (13,8 % de femmes) qui avait une base populaire plus large et où un membre masculin pouvait faire admettre son épouse.
De même, la société française ne compte aucun membre du clergé, alors qu'ils sont 2,5 % dans les sociétés anglaise et américaine.

## Financement et publication
La principale source de financement est la cotisation des membres (20 francs par an). À cela s'ajoutent quelques donations, dont la plus élevée (500 francs) est celle de Juliette Reinach, belle-sœur de Jacques de Reinach, et les droits d'auteurs des publications de la société,. 
La société édite une revue intitulée Eugénique, entre 1913 et 1926. Son premier numéro, contenant les statuts et la liste des membres fondateurs, est tiré et distribué à trois mille exemplaires pour sa promotion. Sa parution est mensuelle jusqu'en juin 1914 (dix numéros). Elle est interrompue par la Première Guerre mondiale, et reprend en 1920, lors d'une conférence sur les conséquences eugénistes de la guerre.
Le budget de la société est faible (de 2 000 à 4 500 francs par an), alors que le budget de l'État français pour la seule prévention des maladies vénériennes est de 500 000 francs en 1925. Ce budget limité permet seulement de couvrir les coûts de la revue et la participation à des activités internationales, mais pas de mener des campagnes nationales à grande échelle.
Selon Schneider, ce sont ces problèmes budgétaires qui poussent la Société d'eugénique à fusionner, en 1926, avec l'Institut International d'Anthropologie (auparavant Société d'anthropologie de Paris) et d'avoir accès à la Revue anthropologique.

## Activités

### Période initiale (1913-1914)
La Société française d'eugénique est la plus active dans sa période initiale. Elle fonctionne d'abord comme une société savante d'une centaine de membres tenant des réunions mensuelles. Les communications portent sur une vaste gamme de sujets : les effets eugéniques et la transmission héréditaire de l'alcoolisme, des caractères psychologiques, de l'état dentaire, de la syphilis..., la revue Eugénique paraissant au même rythme.
S'il y a unanimité sur le constat et l'analyse des problèmes, les solutions à apporter sont divergentes. Par exemple, Adolphe Landry, en « lamarckien nataliste » est pour un accroissement et une amélioration de la population française dans son ensemble, y compris « des éléments les plus médiocres   », en respectant les libertés individuelles. Il s'agit d'une « eugénique positive » qui refuse les « mesures négatives ». Alors que d'autres, comme Jean Laumonnier (1859-1932), et surtout Charles Richet (auteur de Sélection humaine, publié en 1919 mais rédigé en 1912), s'appuient sur Darwin et Mendel pour mettre en avant « l'élimination des indésirables » par des mesures de stérilisation, contrôle des mariages, et restriction de l'immigration. 
La Société française d'eugénique est très active sur le plan international, par des rencontres et des échanges avec les autres sociétés d'eugénique, au point que le deuxième congrès international d'eugénique est prévu pour se tenir à Paris en 1915.
Cette période se termine en mai-juin 1914 (fin de l'année universitaire), toutes les activités des sociétés savantes sont suspendues lors de l'entrée en guerre en août 1914. La société française d'eugénique ne reprendra qu'en 1920. 

### Le choc de la guerre (1914-1920)
La France est l'un des pays les plus touchés lors de la Première Guerre mondiale. Elle constitue la plus grande partie du champ de bataille du front occidental. L'ampleur des pertes humaines est considérable, renforçant le patriotisme. Les deux principaux dirigeants de la Société française d'eugénique, Adolphe Pinard et Charles Richet, perdent chacun un fils. Pinard se serait écrié « Vive la France ! » en apprenant sa mort, et Richet, dans ses mémoires, se déclare inconsolable de la perte de son fils aîné, Albert Richet (1888-1918), pilote de chasse plusieurs fois décoré, abattu en combat aérien quelques jours avant la fin de la guerre. 
Les conséquences humaines de la guerre renforcent aussi le courant nataliste et la crainte de la dépopulation (chute du taux de natalité). La priorité est donnée aux mesures positives pour aider les survivants : les mutilés et blessés de guerre (exemple des gueules cassées), physiques ou psychiques, les orphelins de guerre, et les enfants nés durant la guerre ou atteints de maladies liées à l'état de guerre. L'idée « d'hygiène sociale » supplante les thèmes eugéniques négatifs, la quantité prime sur la qualité. Lors de l'élection de la chambre bleu horizon de 1919, les candidats se présentent aussi comme père de famille en donnant le nombre de leurs enfants.

### La reprise des années 1920
La SFE reprend ses activités en mai 1920, avec une série de conférences sur « les conséquences eugéniques de la guerre ». Elle s'organise différemment, ses réunions sont moins fréquentes, mais toujours régulières, se tenant deux fois par an (mai et décembre). Elle fonctionne moins comme société savante, et cherche plutôt une audience publique plus large, en soutenant d'autres organisations, en ayant vocation à diriger ou coordonner une large coalition.   

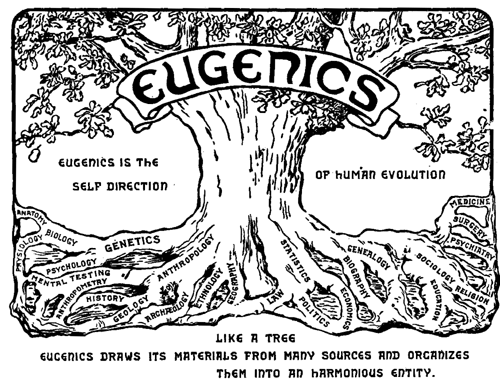
Logo de l'exposition au public, tenue lors du deuxième congrès international d'eugénique (New-York, 1921).

En 1921, après la mort d'Edmond Perrier, le nouveau président de la SFE est Adolphe Pinard, avec Charles Richet comme vice- président. La première génération d'eugénistes se termine à la fin des années 1920, la nouvelle génération est alors représentée par Eugène Apert (président) et Georges Schreiber (secrétaire).   
La SFE rencontre un faible succès, en raison de la situation socio-politique du début des années 1920. Cette période est marquée par la Loi du 31 juillet 1920 qui interdit l'avortement et la contraception, et la création d'un Ministère de l'hygiène, de l'assistance et de la prévoyance sociale (qui préfigure les futurs ministères de la santé). 
Tout le pays est engagé dans une lutte pour la natalité, contre l'alcoolisme et la tuberculose, aussi bien par des initiatives publiques (création de l'Office national d'hygiène sociale 1924-1934, précurseur de l'Institut national d'hygiène) que privées internationales (Croix-Rouge américaine, Fondation Rockefeller…) ou nationales comme les jardins Ungemach. Les propositions initiales de la SFE (mesures négatives de régénération biologique) sont dépassées par l'ampleur des mesures de soutien social qui bénéficient d'un large appui de l'opinion publique et de budgets de plusieurs centaines de milliers, voire de millions de francs. 
La SFE doit restreindre ses objectifs et se limiter à un créneau plus étroit : faire campagne pour une loi d'examen médical prénuptial, en faisant un parallèle avec la visite médicale d'aptitude du service militaire obligatoire. Elle s'adapte ainsi aux desiderata de l'époque : le contrôle médico-social des mariages permettra d'avoir des familles nombreuses avec de beaux enfants. 
Malgré ses objectifs statutaires, la SFE échoue dans son implantation nationale pour devenir une organisation de masse, avec des sections régionales et locales, contrairement aux sociétés d'eugéniques anglaise et américaines. 
Juste avant la Première Guerre mondiale, la SFE comptait une centaine de membres. Elle n'a plus qu'environ 50 adhérents en 1926. Cette même année, elle fusionne avec l'institut international d'anthropologie pour former une section eugénique. En tant que telle, l'activité de la SFE se limite dans les années 1930 à quelques réunions irrégulières et la publication occasionnelle d'articles dans la Revue anthropologique.

### Le changement des années 1930
De 1926 à 1932, plusieurs projets de loi sur l'examen prénuptial sont déposés devant la Chambre des députés. Ils ne sont pas adoptés, non pas en raison d'une opposition publique, mais plutôt à cause des divergences d'opinion entre eugénistes français, qui n'arrivent pas à s'entendre sur les termes mêmes de la loi. 

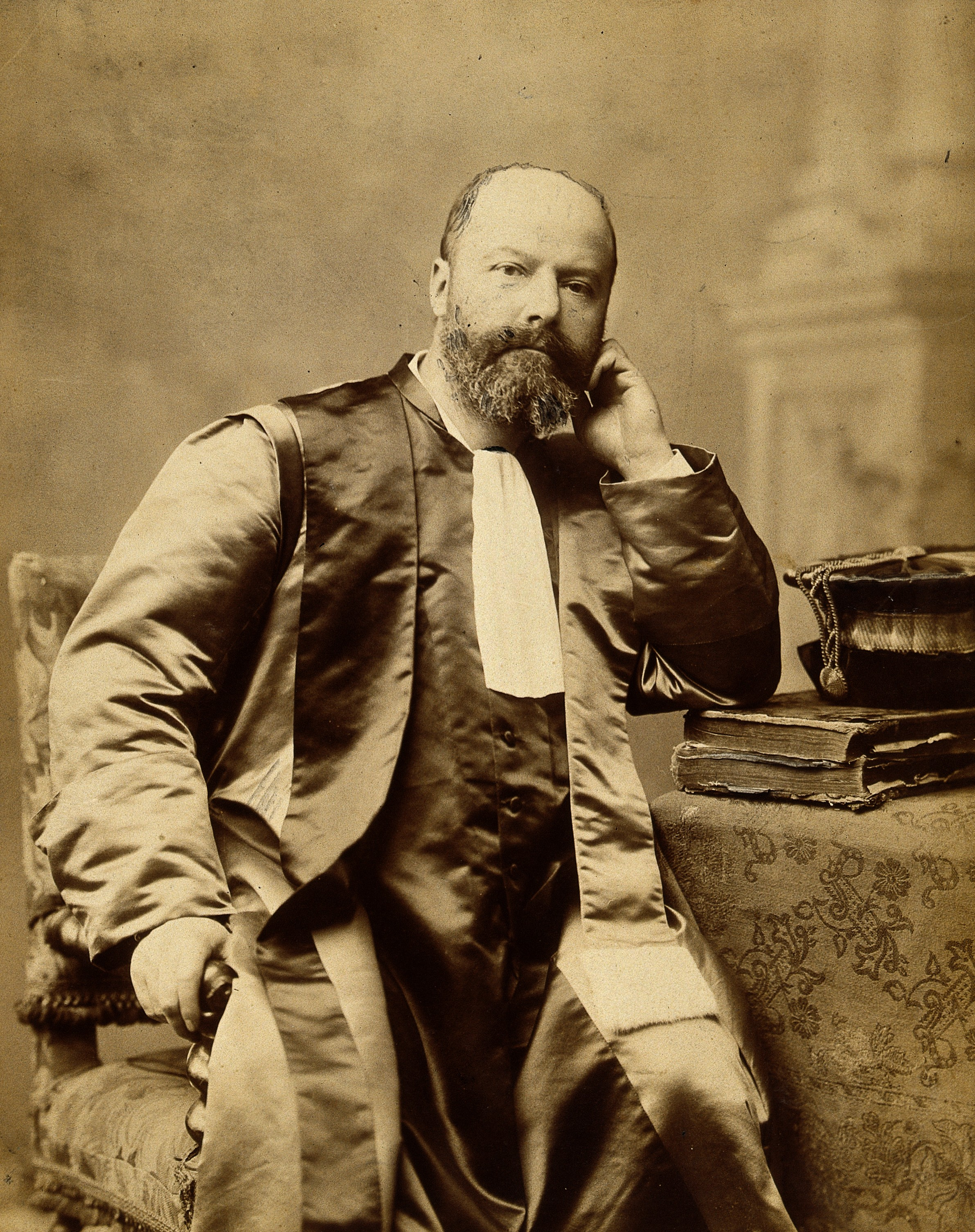
Adolphe Pinard, photographié par Pierre Petit.

Par exemple, Adolphe Pinard, qui est l'auteur du premier projet de loi (24 novembre 1926), veut interdire de mariage plusieurs catégories de la population, que Charles Richet énumère ainsi : « les syphilitiques, les alcooliques, les épileptiques, les tuberculeux, les rachitiques, tous ceux de taille ou de force musculaire insuffisante, ceux qui ne sont pas en capacité de lire, écrire ou compter, et tous les criminels condamnés ».
Alors que Georges Schreiber défend une position plus modérée : on ne peut condamner des individus à un célibat obligatoire, le certificat médical prénuptial n'étant qu'un élément d'information aux familles. L'examen médical prénuptial, en discussion depuis le début du XXe siècle, n'aboutira que sous le régime de Vichy (décret du 16 décembre 1942).
Le début des années 1930 représente un nouveau tournant pour les eugénistes de l'Institut International d'Anthropologie (IIA). Le débat s'aiguise et change de nature, à cause de la crise économique de 1929, de la montée du nazisme en Allemagne, et de la prise de position officielle de l'Église catholique sur le mariage chrétien .
Les effets de la crise de 1929 sont plus tardifs en France (fin de 1931). Le déclin économique et la hausse du chômage réactivent les propositions d' « eugénisme négatif », notamment en ce qui concerne l'hygiène raciale et la restriction de l'immigration . De plus aux politiques de stérilisation déjà en place aux États-Unis, dans les pays scandinaves et des cantons suisses, s'ajoute celle de l'Allemagne nazie, encore plus sévère et de plus grande ampleur. Le débat médico-social sur la stérilisation des « inaptes sociaux » est plus largement accepté, les divergences portant sur le nombre et les catégories de sujets à stériliser. 
La seule opposition organisée en France à ces propositions eugéniques est l'Église catholique. Dans les années 1920, les responsables catholiques en France n'apportaient qu'un « soutien prudent » à l'eugénisme positif, mais en décembre 1930, le pape Pie XI proclame l'encyclique Casti connubii sur le mariage, qui condamne en particulier toutes les pratiques eugéniques, y compris l'examen prénuptial. Un décret supplémentaire du Saint Office, le 21 mars 1931, coupe court à toute ambigüité en précisant « est déclarée fausse et condamnée la théorie eugénique, qu'elle soit positive ou négative ». 

### Fin
Le 5 décembre 1941, Eugen Fischer, chef de file des anthropologues du Troisième Reich, prononce une conférence à la Maison de la chimie de Paris. Son sujet est « les lois raciales en Allemagne  », sur la nécessité de préserver la « santé héréditaire » des populations. Il considère que la plupart des français appartiennent à la « race nordique », mais que les lois françaises ont permis une « infiltration de sang noir et de sang juif ». Fischer ne mentionne aucunement la société française d'eugénique et les eugénistes français, comme s'ils n'avaient jamais existé.
La conférence de Fischer fait l'objet d'un compte-rendu dans le dernier numéro paru de la Revue anthropologique. C'est le dernier acte officiel de la Société française d'eugénique (section de l'IIA), après quoi la revue et l'École d'anthropologie sont dissoutes par les autorités d'occupation, les questions eugéniques étant désormais prises en charge par de nouvelles institutions et lois instaurées par le régime de Vichy.

## Présidents
| Portrait                     | Identité                     | Période | Période         | Durée |
| Portrait                     | Identité                     | Début   | Fin             | Durée |
| ---------------------------- | ---------------------------- | ------- | --------------- | ----- |
| Edmond Perrier               | Edmond Perrier (1844 - 1921) | 1913    | 31 juillet 1921 | 8 ans |
| Adolphe Pinard (1844 – 1934) | Adolphe Pinard (1844 - 1934) | 1921    |                 |       |